# Імені Максима Горького
імені Макси́ма Го́рького (рос. имени Максима Горького) — село у складі Ульчського району Хабаровського краю, Росія. Входить до складу Кисельовського сільського поселення.

## Населення
Населення — 4 особи (2010; 30 у 2002).
Національний склад (станом на 2002 рік):
- росіяни — 60 %
- нанайці — 33 %